# 拉里·金
拉里·金（英語：Larry King，1933年11月19日—2021年1月23日），原名劳伦斯·哈维·齐格勒（Lawrence Harvey Zeigler），美國纽约布魯克林區人，是一个获奖电视节目主持人。他主持美國有線電視新聞網CNN每晚播岀的访谈类节目拉里·金现场，以吊帶褲、大眼鏡、老式麥克風的招牌形象著稱。

## 生平
賴瑞·金在出生于纽约市布鲁克林区的一个移民家庭。他是他父母的兩名孩子之一，父亲亞倫·齐格勒（Aaron Zeiger）是一名餐馆老板和兵工厂工人，母亲名叫简宁（Jennie），是一名来自白俄罗斯的纺织女工。賴瑞的双亲都是正統派犹太人。
他在布鲁克林的拉法耶特高中上學。金的父親在金9歲時因心臟病發作而去世。結果，金與他的母親和兄弟要尋求政府的社會福利。父親的死對金的影響很大，後來他對學校失去了興趣。高中毕业后，金曾做过零工，包括AMC和UPS的临时邮差。他22岁时为了找一份广播工作离开布鲁克林来到迈阿密。

### 進入广播圈
金通过坚持得到了第一份广播工作。迈阿密海滩的一个小电台WAHR台雇佣他做清洁和各种杂活，当他们的一个播音员辞职时，他被推进了播音间。金的第一次广播是在1957年5月1日他作为DJ从早9点工作到了中午。他也播报两个午后新闻节目及作体育解说，薪水是每周55美圆。他把名字改成了拉里·金，因为总经理认为Zeigler民族特征太明显而且不容易记住。他开始在迈阿密海滩的帕姆坡尼餐厅做晨间采访。金会采访走进来的任何人，他的第一位受访者是一个餐厅侍者。
他的迈阿密广播节目使他成了当地不大不小的明星。几年后，1960年5月开始，他在10频道主持每星期天晚11：30播出的「迈阿密秘密调查」（Miami Undercover）。在节目中他主持当日重要时事的辩论。

## 社会和家庭
賴瑞·金有過八次結婚及離婚記錄，這包括和一個前妻離婚又復合，他總共有五名子女。最近一次婚姻也在2010年向法院申請裁決離婚。

## 退休與逝世
他在2010年6月29日的節目中宣布，從2010年秋天開始，《賴瑞金現場》將停播。但是他仍將為CNN主持特別節目。
2012年，拉里·金与人合伙创办了节目制作公司Ora TV，并主持《Larry King Now》和《Politicking with Larry King》两档节目，这两档节目通过Ora TV、Hulu和俄罗斯的RT电视台播出。
2021年1月2日，拉里·金確診感染2019冠状病毒病。
2021年1月23日，拉里·金的推特帳號宣佈他因嚴重特殊傳染性肺炎去世，享年87歲。

## 榮譽
他曾經得到一項艾美獎、兩項皮博迪獎，以及十項有線頻道王牌獎。

## 资源
- MugShots.com
- CNN （页面存档备份，存于）
- Academy of Achievement Interview
- Transcript of LKL 70th Birthday show （页面存档备份，存于）
- The San Francisco Chronicle, July 28, 1986, King: The Good, the Bad and the Ugly Past Larry King's monstrous success follows a string of Miami vices
- Criminal Court of Record, Dade County, The State of Florida vs. Larry King; Case No.  71-10512